# 1990 en Tunisie
Chronologie de la Tunisie
- 1986
- 1987
- 1988
- 1989
- 1990
- 1991
- 1992
- 1993
- 1994

Cet article présente les faits marquants de l'année 1990 en Tunisie ou relatifs à la Tunisie.

## Événements
- janvier : des inondations consécutives à des pluies torrentielles affectent plus de la moitié du pays (gouvernorats de Sfax, Kasserine, Gafsa, Sidi Bouzid, Tozeur et Gabès) ; le bilan du 25 janvier fait état de « 24 morts, 32 disparus, 14 244 logements partiellement/totalement détruits, 3 000 km de routes endommagées, 7 ponts effondrés et 6 000 têtes de bétail décimées »[1].
- 13 janvier : des étudiants de la faculté des lettres de l'université de Kairouan mettent à sac et incendient un poste de la police chargée de la « sécurité universitaire ».
- 22-24 mai : la Première ministre pakistanaise Benazir Bhutto est en visite officielle en Tunisie[2].
- 31 octobre : le siège de la Ligue arabe, situé à Tunis depuis 1979, est officiellement ramené au Caire.

## Sports

### Athlétisme
- Championnats de Tunisie d'athlétisme 1990

### Basket-ball
- Championnat d'Afrique féminin de basket-ball 1990

### Football
- Équipe de Tunisie de football en 1990
- Championnat de Tunisie de football 1989-1990
- Championnat de Tunisie de football 1990-1991
- Coupe de Tunisie de football 1989-1990
- Coupe de Tunisie de football 1990-1991

### Handball
- Championnat de Tunisie masculin de handball 1989-1990
- Championnat de Tunisie masculin de handball 1990-1991

### Natation
- Championnats d'Afrique de natation 1990

### Volley-ball
- Championnat de Tunisie masculin de volley-ball 1989-1990
- Championnat de Tunisie masculin de volley-ball 1990-1991

## Culture
- Halfaouine, l'enfant des terrasses, film tunisien réalisé par Férid Boughedir et sorti en 1990, est le premier long métrage de fiction du réalisateur.

## Naissances en 1990
- Naissance en Tunisie en 1990

## Décès en 1990
- Décès en Tunisie en 1990